# 1936 aux échecs
| Années des échecs : 1933 - 1934 - 1935 - 1936 - 1937 - 1938 - 1939    |
| Décennies des échecs : 1900 - 1910 - 1920 - 1930 - 1940 - 1950 - 1960 |

Cet article présente les faits marquants de l'année 1936 aux échecs.

## Tournois et opens

### 3etrimestre
- Le tournoi d'échecs de Nottingham 1936, disputé du 10 au 28 août 1936, a été remporté par l'ancien champion du monde José Raúl Capablanca (de 1921 à 1927) et le futur champion du monde (en 1948) Mikhaïl Botvinnik, devant le champion du monde en titre Max Euwe (depuis 1935), ex æquo avec les prétendants au titre mondial Reuben Fine et Samuel Reshevsky, suivis des anciens champions du monde Alexandre Alekhine (de 1927 à 1935) et Emanuel Lasker (de 1894 à 1921).

## Championnats nationaux
- Argentine : Carlos Guimard remporte le championnat[1],[2].
- Autriche nazie : Erich Eliskases remporte le championnat officiel[3]. Chez les femmes, Salome Reischer s’impose[4].
- Belgique : George Koltanowski remporte le championnat[5].
- Brésil: Le championnat n’a pas lieu[6].
- Canada : Boris Blumin remporte le championnat[7].
- Écosse : William Fairhurst remporte le championnat[8].
- États-Unis : Samuel Reshevsky remporte la première édition du championnat [Note 1]. sous sa forme moderne[9],[10].
- Finlande: Eero Böök remporte le championnat[11].
- France : Maurice Raizman remporte le championnat [12]. Chez les femmes, c’est Chantal Chaudé de Silans qui s’impose[13].

- Pays-Bas : Salo Landau remporte le championnat[14].
- Pologne :Pas de championnat[15].
- Royaume-Uni: William Winter remporte le championnat[16].
- Suisse : Oskar Naegeli remporte le championnat [17].
- RSS d'Ukraine : Yosyp Pohrebysskyet Petro Shumilin remportent le championnat[18],[19], dans le cadre de l’U.R.S.S.. Chez les femmes, Zinaida Artemieva, Berta Vaisberg et Roza Kliherman s’imposent[20].
- Royaume de Yougoslavie : Vasja Pirc remporte le championnat[21],[22].

## Naissances
- Edouard Goufeld
- 9 novembre : Mikhaïl Tal, champion du monde en 1960.

## Nécrologie
- 7 janvier : Edmund Spencer (en)
- 31 janvier : Jan Willem te Kolsté (en)
- 15 février : Zeno Proca (en)
- 26 mars : Percy Francis Blake
- 1er avril : Moritz Lewitt (en)
- 15 mai : Karel Traxler
- 10 juillet : Eveline Burgess (en)
- 1er août : Spencer Crakanthorp (en)
- 27 octobre : Clarence Howell (en)
- 7 novembre : Slavko Wolf (en)
- 7 décembre : Valentí Marín